# La noche menos pensada
La noche menos pensada fue un programa radiofónico, anteriormente llamado De la noche al día, dirigido por Manuel Hernández Hurtado, coloquialmente Manolo HH, y emitido en las madrugadas de RNE durante 12 años.

## Historia
Durante 12 años en las madrugadas de RNE fue emitido el programa radiofónico La noche menos pensada, anteriormente bajo el nombre de De la noche al día, hasta su salida del aire en agosto del 2008. En la temporada radiofónica 2012-2013 el programa regresó a RNE en horario matinal bajo el nombre El día menos pensado. En la siguiente temporada radiofónica se pasó a llamar España vuelta y vuelta emitiéndose al mediodía.

## Colaboradores habituales más significativos
Muchos comunicadores son los que han pasado a lo largo del programa, como: Bernardo Souvirón Guijo, Albert Ronald Morales, Javier Bergia, Benjamín Montesinos, Ángel Gabilondo, Roberto Aguado, Isabel Heraso, Javier Lostalé, Manuel Rico, José Miguel Taltavull, José Antonio López Guerrero, Dr. Cidón Madrigal, Javier Urra, Tomás Hernández Hurtado, Dr. Ángel Pizarro y Teresa Aranguren Amezola.